# 18-й окремий батальйон НГ (Україна)
18-й окремий батальйон (18 ОБ, в/ч 3058) — підрозділ у складі Південного оперативно-територіального об'єднання Національної гвардії України. Розташований у місті Ізмаїл.

## Історія
Окремий батальйон було створено на базі 4-го батальйону 49-го полку охорони громадського порядку розташованого у місті Ізмаїл у серпні 2018 року. Лінійний батальйон був сформований восени 2017 року.

## Структура
- штаб батальйону
- 1-ша патрульна рота;
- 2-га патрульна рота[7];
- взвод матеріально-технічного забезпечення.

## Командування
- підполковник Бойко Андрій Іванович (2018-2023)

- підполковник Руфанов Євгеній Олександрович (2023)

## Втрати
- 9 травня 2022 — Бошков Пантелій Іванович. 31 серпня 1974, с. Кубей, Одеська область. Загинув у боях з російськими окупантами у м. Маріуполь у ході оборони «Азовсталі»[8].